# Perito (astronomia)

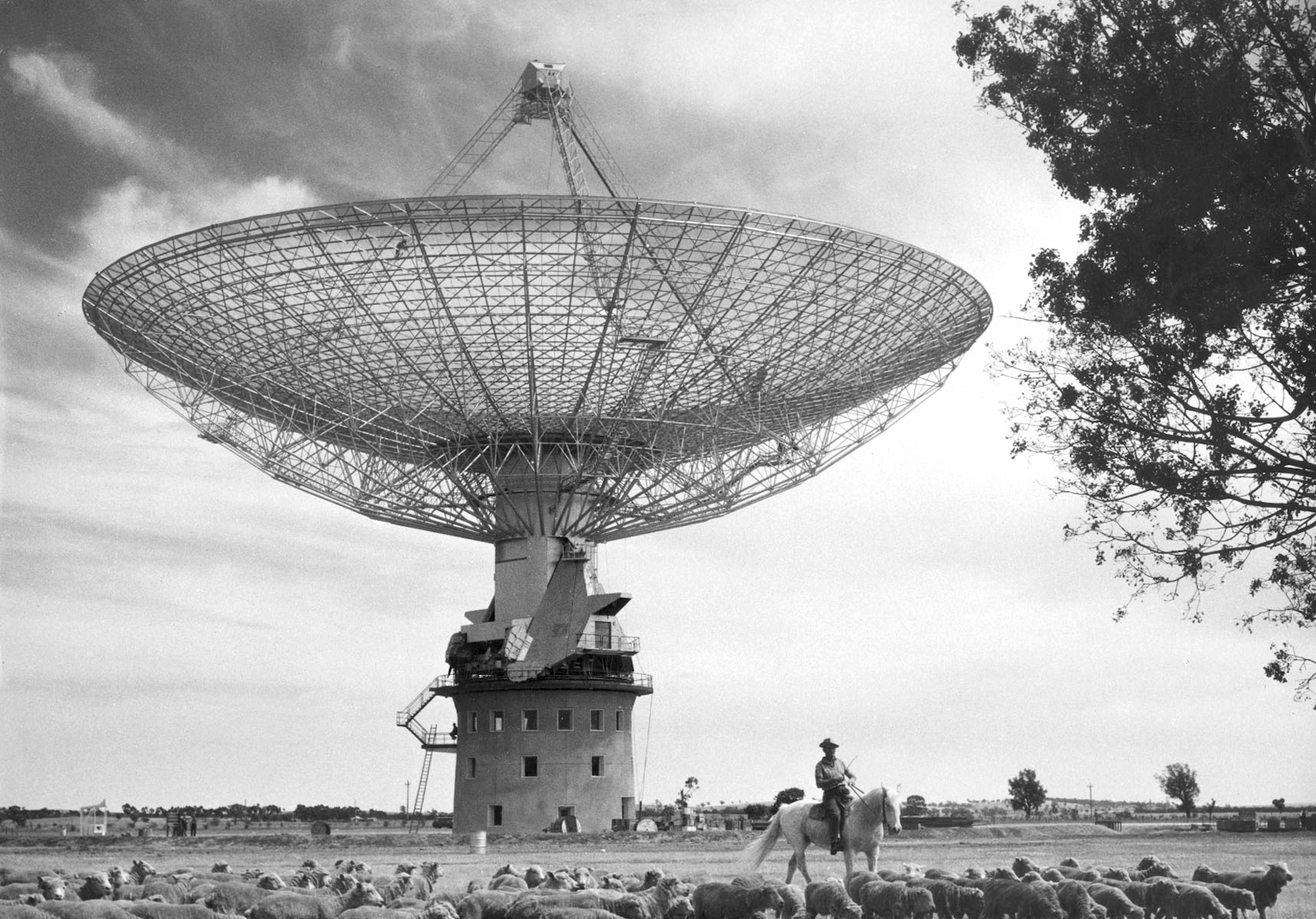
Radiotelescopio di 64 m di diametro presso l'osservatorio di Parkes, nel Nuovo Galles del Sud.

In radioastronomia, i pèriti (peryton in inglese) sono brevi segnali radio, dalla durata di pochi millisecondi, rilevati soltanto dall'antenna di 64 m di diametro dell'osservatorio di Parkes, nel Nuovo Galles del Sud, in Australia. Traggono il nome dai pèriti, creature immaginarie descritte da Jorge Luis Borges come abitanti di Atlantide.
La loro scoperta nel 2010 seguì quella del primo lampo radio veloce e sollevò alcuni dubbi sul fatto che quest'ultimo fosse stato generato al di fuori della Via Lattea, come sostenuto dai suoi scopritori. La controversia si chiuse nel 2015, quando fu infine identificata l'origine dei pèriti: essi si manifestavano quando, con l'antenna del radiotelescopio opportunamente orientata, veniva aperto lo sportellino di un forno a microonde ancora in fase di riscaldamento in prossimità del telescopio stesso.

## Storia della scoperta
Nel 2007, Duncan Lorimer e colleghi annunciarono su Science la scoperta, da dati di archivio risalenti al 24 luglio 2001 raccolti con il radiotelescopio di 64 m di diametro dell'osservatorio di Parkes, di un segnale radio di forte intensità, dalla durata inferiore a 5 millisecondi, di origine extragalattica. Denominato "lampo di Lorimer", sarebbe successivamente divenuto il prototipo di una nuova classe di fenomeni astrofisici indicati come lampi radio veloci o FRB, dall'inglese fast radio burst.
Stimolati dalla scoperta del 2007, nel 2010 un gruppo di ricercatori australiani analizzarono 1078 ore di dati ottenuti attraverso il radiotelescopio di Parkes tra il 1998 e il 2003 alla ricerca di segnali analoghi al lampo di Lorimer. Con loro sorpresa ne identificarono altri sedici con caratteristiche simili, salvo il fatto di essere di chiara origine terrestre: la loro potenza e la loro distribuzione temporale erano la prova di ciò. Infatti, nei giorni in cui si erano manifestati, il fenomeno si era ripetuto più volte; inoltre i fenomeni si concentravano verso la metà della mattina. Ciò suggeriva che potessero essere legati ad una qualche attività umana e che fossero stati rilevati da un lobo laterale dell'antenna.
I nuovi segnali scoperti non presentavano neppure quella misura della dispersione che aveva implicato l'origine extragalattica per il lampo di Lorimer; ciononostante la loro identificazione sollevò il dubbio che anche quest'ultimo potesse essere stato prodotto sulla Terra. A sottolineare la loro origine terrestre mascherata, i loro scopritori scelsero di chiamarli "pèriti", dal nome di creature immaginarie descritte da Jorge Luis Borges (i pèriti, appunto) dall'aspetto di grandi uccelli dal piumaggio verde scuro (o azzurro) con la testa di cervo, che però proiettano l'ombra di un essere umano.
Analisi di nuovi dati d'archivio ottenuti presso l'osservatorio di Parkes nel 1998, condotte dallo stesso gruppo di ricerca, portarono all'identificazione di altri cinque pèriti nel 2011; mentre la scoperta di altre quattro occorrenze fu resa nota l'anno seguente da un secondo gruppo di ricerca.
Fu solo nel 2013 che nuove analisi di dati in archivio condussero all'identificazione di quattro segnali radio analoghi al lampo di Lorimer, per i quali fu coniata la denominazione fast radio burst. Fu quindi possibile chiarire che questi ed i pèriti costituivano due tipologie di fenomeni differenti. In particolare, fu confermato che la misura della dispersione degli FRB li indicava come di origine extragalattica; inoltre, mentre questi erano durati solo alcuni millisecondi, i pèriti avevano una durata superiore ai 20 ms ed apparivano simmetrici. Infine, a differenza degli FRB, i pèriti venivano rilevati dal radiotelescopio in tutti i tredici fasci del ricevitore. La ricerca metteva in luce, inoltre, come il telescopio continuasse a ricevere dei pèriti ancora nel 2013.

## Identificazione dell'origine
Intuito che i pèriti fossero interferenze radio generate dall'uomo, bisognava dunque identificarne la causa. In uno studio del 2015 pubblicato sul Monthly Notices of the Royal Astronomical Society, Emily Petroff e colleghi osservarono che si manifestavano quando, con l'antenna del radiotelescopio opportunamente orientata, veniva aperto lo sportellino di un forno a microonde ancora in fase di riscaldamento in prossimità del telescopio stesso, prodotti dal magnetron dell'elettrodomestico. Veniva così ad essere giustificata inoltre la loro occorrenza in prossimità dell'ora del pranzo, nei soli giorni feriali, e la mancata ricezione da parte di altri radiotelescopi.
L'identificazione dell'origine dei pèriti generò molto divertimento sui social network, nella comunità astronomica e non.